# Nuncjatura Apostolska na Słowacji
Nuncjatura Apostolska na Słowacji – misja dyplomatyczna Stolicy Apostolskiej na Słowacji. Siedziba nuncjusza apostolskiego mieści się w Bratysławie. Obecnym nuncjuszem jest Włoch abp Giacomo Guido Ottonello. Pełni on swą funkcję od 1 kwietnia 2017. Nuncjusz apostolski pełni tradycyjnie godność dziekana korpusu dyplomatycznego akredytowanego na Słowacji od momentu przedstawienia listów uwierzytelniających.

## Historia
1 stycznia 1993 papież Jan Paweł II zlikwidował Nuncjaturę Apostolską w Czechosłowacji tworząc w jej miejsce osobne nuncjatury na Słowacji i w Czechach. Do 2 marca 1994 urząd nuncjusza w obu państwach pełnił ten sam hierarcha rezydujący w Pradzie. Od tego dnia mianowani są osobni przedstawiciele papiescy na Słowacji.

## Nuncjusze apostolscy
- abp Giovanni Coppa (1993 - 1994) Włoch; nuncjusz apostolski w Czechach
- abp Luigi Dossena (1994 - 2001) Włoch
- abp Henryk Józef Nowacki (2001 - 2007) Polak
- abp Mario Giordana (2008 - 2017) Włoch
- abp Giacomo Guido Ottonello (2017 – 2021) Włoch
- abp Nicola Girasoli (od 2022) Włoch